# Kościół Narodzenia Najświętszej Maryi Panny w Warcie Bolesławieckiej
Kościół Narodzenia Najświętszej Maryi Panny – rzymskokatolicki kościół parafialny należący do parafii pod tym samym wezwaniem (dekanat Bolesławiec Wschód diecezji legnickiej).

## Architektura
Świątynia była wzmiankowana na prrzełomie XIV i XV wieku, następnie była wielokrotnie przebudowywana, m.in. w XVI i XVIII wieku i remontowana w latach 1819–21. Budowla reprezentuje styl gotycki, jest orientowana, posiada jedną nawę z wydzielonym węższym prezbiterium nakrytym sklepieniem sieciowym, na osi jest umieszczona wieża na planie kwadratu zakończona cebulastym dachem hełmowym. Kościół nakryty jest dachami dwuspadowymi, nawę nakrywa strop z fasetą, prezbiterium nakrywa sklepienie krzyżowe, empora muzyczna jest podparta kamiennymi słupami, w elewacjach są umieszczone dwa kamienne portale. We wnętrzu można zobaczyć m.in. drewniane, polichromowane ołtarze i ambonę wykonaną w 1 połowie XVIII wieku, renesansową, kamienną chrzcielnicę wykonaną w 1569 roku, prospekt organowy. W elewacjach znajdują się kamienne płyty nagrobne powstałe na przełomie XVII i XVIII wieku, natomiast przed wieżą są usytuowane barokowe, kamienne figury św. Jana Nepomucena i św. Eligiusza.